# Cocktail Trio

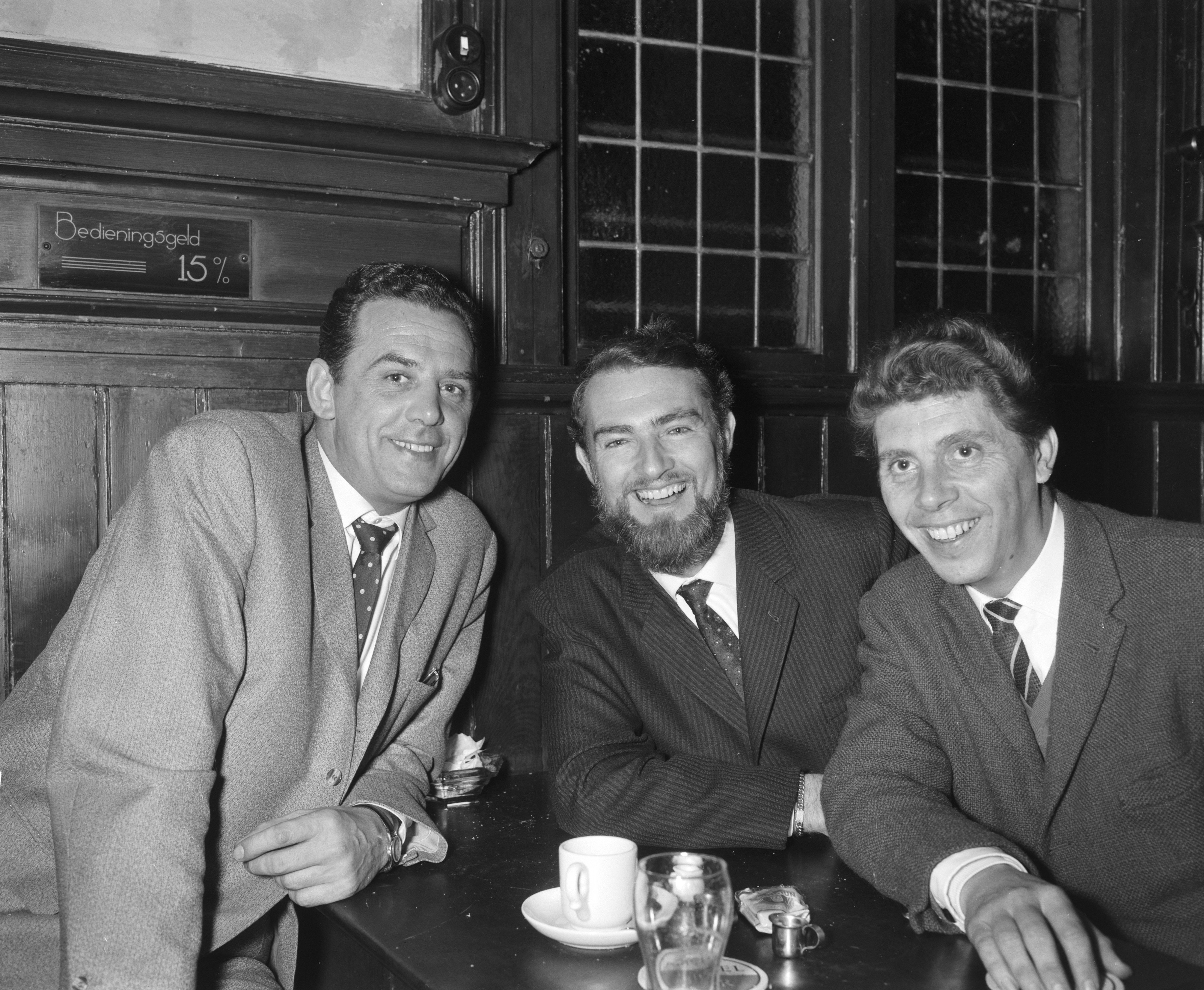
Het Cocktail Trio in 1961

Het Cocktail Trio was een bekend zangtrio van populaire Nederlandstalige liedjes in de jaren vijftig, zestig en zeventig.

## Geschiedenis
In 1951 vormde Ad van de Gein (piano) met Tonny More (gitaar) en Carel Alberts (contrabas) het Cocktail Trio. Het Vlooiencircus werd een hit in 1965. Andere succesvolle nummers zijn Kangoeroe, Batje Vier ("Leve de man die het bier uitvond"), Kadewaska, Grote Beer, De hele wereld alleen van ons (een cover van Chuck Berry's compositie No Particular Place To Go) en Wie heeft de sleutel van de jukebox gezien? André Meurs is de schrijver van diverse liedjes van het Cocktail Trio. In 1966 haalden ze de hitlijsten met  Juanita Banana van The Peels.
Andere populaire titels uit de jaren 60 waren nog:
Grote beer, Kangoeroe Eiland en   
Li-Wang Tai-Fu
Het liedje Grote Beer is een persiflage op Running Bear geschreven in 1956 door J.P. Richardson (artiestennaam The Big Bopper). Richardson was fulltime deejay en zocht een zanger omdat hij zichzelf niet zo'n goede zanger vond. Johnny Preston was eerst helemaal niet geïnteresseerd maar nam toch het nummer in 1958 op. Richardson deed zelf de oerwoudgeluiden.
In 1979 moest Ad van de Gein vanwege stembandkanker een aantal optredens laten schieten; dat betekende een breuk met de twee andere leden. Henny Langeveld nam zijn plaats in. In 1982 probeerde Van de Gein vergeefs via de rechter de naam Cocktail Trio op te eisen. Hij werd in het ongelijk gesteld; maar door het overlijden van Tonny More in 1985 viel het resterende trio snel uiteen. Later trad de herstelde Van de Gein nog enkele malen met een Cocktail Trio-programma op, tot hij op zijn negentigste verjaardag uiteindelijk definitief stopte. Hij overleed ruim twee jaar later op 92-jarige leeftijd.

## Trivia
- Het slotgedeelte van Vlooiencircus ("Die zien we nooit meer terug") werd tussen 1979 en 1993 gebruikt door het TROS-consumentenprogramma Kieskeurig als in het programma onderdeel Wrak van de weg een door de Rijkspolitie afgekeurde auto vernietigd werd. De melodie van dit fragment is bekend als Shave and a Haircut en staat tevens bekend als een wereldberoemd kloppatroon.
- Ook maakte het Cocktail Trio regelmatig reclamespotjes, zoals voor de SRV (samen met SRV-baas Cor Boonstra) met het motto "Leve de man van de SRV" en voor "Dam-chips" met het motto "het zakje met de rode ruit".[2]

## Discografie

### Singles
| Single met eventuele hitnotering(en) in de Nederlandse Top 40 | Datum van verschijnen | Datum van binnenkomst | Hoogste positie | Aantal weken | Opmerkingen |
| ------------------------------------------------------------- | --------------------- | --------------------- | --------------- | ------------ | ----------- |
| Sevilla (Wat was het toen warm)/Tsjingele-boem                | 1960                  |                       |                 |              |             |
| Alley Oop/Billy Boy                                           | 1960                  |                       |                 |              |             |
| Kangoeroe/O Annemie                                           | 1960                  |                       |                 |              |             |
| Grote beer/Honky Tonk                                         | 1960                  |                       |                 |              |             |
| Spookhuis/Korte rok                                           | 1961                  |                       |                 |              |             |
| Batje Vier (de uitvinder van het bier)                        | 1961                  |                       |                 |              |             |
| Kom in mijn wigwam/Mijn boemerang                             | 1962                  |                       |                 |              |             |
| Hup hup hup                                                   | 1964                  | 7 november 1964       | 10              | 1            |             |
| Costa del Sol/Geheim agent                                    | 1969                  |                       |                 |              |             |